# Pseudoleptochelia fairgo
Pseudoleptochelia fairgo is een naaldkreeftjessoort uit de familie van de Leptocheliidae. De wetenschappelijke naam van de soort is voor het eerst geldig gepubliceerd in 2005 door Bamber.